# Bodens BK
Maillots
Bodens Bandyklubb, ou Bodens BK, est un club de football Suédois basé à Boden (Norrbotten). Il évolue actuellement en Div 1. Entre 2003 et 2005, le club a participé au championnat de Superettan (2e échelon national), devenant du même coup, le club professionnel le plus septentrional du pays, se situant au minimum à 400km des autres clubs suédois, voire plus selon les saisons. 

## Historique
Fondé en 1916, le club est à l'origine, comme son nom l'indique, un club de bandy. Il n'intègrera une section football qu'en 1918. Exclu du Svenska Mästerskap, qui ne concernait que les clubs de Stockholm et Göteborg, Boden est aussi exclu de l'Allsvenskan à sa création (1924), comme la quasi-totalité des clubs du Norrland. En revanche, le club participe au Norrländska Mästerskapet, compétition créée pour ces derniers dès 1925 et jusqu'à sa disparition, en 1953, remportant au passage 8 titres de champions.

## Palmarès
- Norrländska Mästerskapet
  - Vainqueur : 1926, 1928, 1929, 1936, 1937, 1938, 1941 et 1944.
  - Finaliste : 1925, 1939 et 1949.

- Div 2 Norrland
  - 3e lors de la saison 1955/1956 (meilleur classement historique)